# Eucalyptus macrorrhyncha
Eucalyptus macrorrhyncha är en myrtenväxtart som beskrevs av Ferdinand von Mueller och George Bentham. Eucalyptus macrorrhyncha ingår i släktet Eucalyptus och familjen myrtenväxter. Inga underarter finns listade i Catalogue of Life.